# 아우구스트 뵈크
아우구스트 뵈크(독일어: August Böckh, 1785년 11월 24일~1867년 8월 3일)는 독일의 고전학자, 역사학자이다. 할레 대학교에서 신학을 공부하다가 프리드리히 아우구스트 볼프의 영향으로 그의 제자로 들어가 고전학을 공부했다. 이후 하이델베르크 대학교와 베를린 대학교에서 고전학을 가르쳤다. 그는 프리드리히 슐라이어마허와 볼프의 해석학 이론을 계승했으며, 볼프의 언어학적 주장을 다듬고 전파했다. 또한 고대 작가들의 글을 바탕으로 고대 그리스와 로마인들의 정치, 사회, 경제, 문화 생활에 대한 연구를 남겼다.